# Flughafen Butte–Bert Mooney

i8
i11
i13
Der Bert Mooney Airport (IATA-Code: BTM, ICAO-Code: KBTM) ist ein öffentlicher Flughafen, 5 km südöstlich von Butte im Silver Bow County, Montana in den Vereinigten Staaten.

## Flughafendaten
Er hat zwei Asphaltpisten: eine mit 2744 m Länge und 46 m Breite und eine mit 1554 m Länge und 23 m Breite. Die Fläche des Flughafens beträgt 360 ha. Die Seehöhe beträgt 1692 m. Das 2018 eröffnete Passagierterminal umfasst 3775 m².

## Geschichte
Er wurde erstmals 1927 als Butte National Airport eröffnet. Der Flugplatz war ein Zielflughafen für den Westen. Im Jahr 1928 wurde er in Butte Municipal Airport umbenannt und 1956 erneut in Silver Bow County Airport. Im Jahr 1962 wurde ein neues Terminal im Chalet-Stil errichtet, das noch in Betrieb war, als 1972 die endgültige Namensänderung zu Ehren eines örtlichen Fliegers, Bert Mooney, stattfand.
Die erste Fluggesellschaft, die für Butte Liniendienst flog, war 1935 Northwest Airlines mit der Strecke Butte nach Bismarck. Im Jahr 1939 wurde die Linie von Bismarck nach Seattle (Washington) und Minneapolis/St. Paul (Minnesota) verlängert.
Ab 1955 gab es die Strecke Jamestown (North Dakota) – Portland (Oregon), die mit Douglas DC-3 geflogen wurde. Im Jahr 1960 wurde die Strecke auf Minneapolis/St. Paul nach Portland geändert; geflogen wurde mit Lockheed L-188 Electra.
Western Airlines flog ab 1933 Salt Lake City, (Utah) – Pocatello – Butte – Helena, (Montana) – Great Falls., ab 1935 zusätzlich Salt Lake City – Minneapolis/St. Paul. Im Jahr 1943 verlängerte Western die Route nach Great Falls weiter nach Cut Bank (Montana) und Lethbridge (Alberta, Kanada) und 1951 bis nach Edmonton (Alberta, Kanada). Die direkte Verbindung nach Kanada wurde Anfang der 1960er Jahre wieder aufgegeben, es blieb Great Falls – Salt Lake City, für die Western Douglas DC-6 einsetzte.

### Linienbetrieb von 1975 bis 2005
- Northwest Airlines – Boeing 727-100, Boeing 727-200 – Billings, (Montana), Bozeman (Montana), Helena (Montana), Missoula (Montana); Western Airlines – 737-200 – Great Falls, Helena, Idaho Falls[13]

- Big Sky Airlines Cessna, Handley Page Jetstream – Billings, Boise (Idaho), Helena; Northwest Orient Airlines – Boeing 727-200  – Bozeman, Spokane (Washington); Western Airlines – Boeing 737-200 – Helena, Salt Lake City[14]

- Big Sky Airlines – Cessna, Swearingen Metroliner – Billings, Helena; Cascade Airways Beechcraft 1900 – Helena, Spokane; Western Airlines – Boeing 737-200 – Bozeman, Helena[15]

- Delta Air Lines – Boeing 737-200, 737-300 – Bozeman; Delta Connection (durchgeführt von SkyWest Airlines) – Embraer EMB-120 Brasilia Salt Lake City; Horizon Air – Fairchild Swearingen Metroliner Billings, Bozeman, Helena, Kalispell, Spokane[16][17]

- Delta Connection (durchgeführt von SkyWest Airlines) – Bombardier Challenger 600 Embraer EMB-120 Brasilia – Salt Lake City; Horizon Air – Fairchild Swearingen Metroliner – Helena, Kalispell, Spokane[18]

- Delta Connection (durchgeführt von SkyWest Airlines) – Bombardier CRJ-200 – Salt Lake City; Horizon Air – de Havilland Dash 8-400 – Bozeman[19]

### Essential Air Service
Ab dem Jahr 2007 fliegt Skywest Airlines nach Salt Lake City. Seit 2022 fliegt United Airlines nach Denver.

## Zwischenfälle
- Am 7. November 1950 wurde eine Martin 2-0-2 der Northwest Airlines (Luftfahrzeugkennzeichen N93040) auf dem nur rund 80 Kilometer langen Flug von Helena (Montana) nach Butte (Montana) fünf Kilometer östlich des Zielflughafens in einen Bergrücken geflogen. Alle 21 Insassen wurden getötet. Das vorgeschriebene Anflugverfahren war trotz zweifelhafter Wetterbedingungen mit Wolken und Schauern nicht eingehalten worden.[22][23]

## Flugbetrieb
Im Jahre 2022 wurden 18.194 Passagiere befördert. Im selben Jahr fanden 23.861 Flugbewegungen statt, davon 13.340 lokale Bewegungen, 7.300 Zwischenlandungen, 1.920 Air-Taxi-Flüge, 676 Frachtflüge und 625 militärische Flüge. In diesem Jahr waren hier 30 einmotorige und 9 zweimotorige Flugzeuge und 3 Hubschrauber stationiert.
Die wichtigste Fluggesellschaft für den Flughafen ist Delta Air Lines/Delta Connection (Die Flüge werden von SkyWest durchgeführt).